# نيكولا فوكيه
نيكولا فوكيه (بالفرنسية: Nicolas Fouquet)‏ كان وزير الخزانة الفرنسية بين عامي 1653 - 1661 في عصر الملك لويس الرابع عشر الذي زج به في السجن حتى أخر يوم في حياته.

## سيرته
ولد نيكولا يوم 27 يناير من العام 1615 في باريس لعائلة من النبلاء، وهذا ماجعله يشغل العديد من المناصب قبل أن يتولى إدارة المالية، ويقلل عوائق التجارة الداخلية، ونشط نمو التجارة الفرنسية فيما وراء البحار، واقتسم غنائم منصبه مع ملتزمي الضرائب ومع مازاران. وكان هؤلاء الملتزمون العموميون من كبار الرأسماليين الذين أقرضوا الدولة مبالغ كبيرة لقاء تخويلهم حق جباية الضرائب نظير أدائهم مبلغاً محدداً. وقد جبوها بكثير من الجشع الفعال الذي جعلهم أبغض الأشخاص إلى الناس في المملكة، وقد أعدم من أمثالهم أربعة وعشرون ملتزماً خلال الثورة الفرنسية. وجمع فوكيه بالتواطؤ مع الملتزمين العموميين أضخم ثروة اقتناها فرد في جيله.

### البذخ
سنة 1675 كلف المعماري لوي لفو، والمصور شارل لبرون، ورسام المناظر الطبيعية أندريه لنوتر، بأن يصمموا، ويبنوا، ويزخرفوا له قصر فو لو فيكونت الريفي الفخم المترامي الأطراف، وأن يخططوا حدائقه، ويزينوها بالتماثيل. وقد استخدم المشروع مرة ثمانية عشر ألف رجل، وكلف ثمانية عشر مليون من الجنيهات الفرنسية، وغطى مساحة ثلاث قوى. هنالك جمع فوكيه الصور والتماثيل والتحف، ومكتبة قوامها 27 ألف مجلد ضمت عدة نسخ من الكتاب المقدس والتلمود والقرآن دون تفريق. وروى أن هذه القاعات الأنيقة "كانت تتسلل إليها نساء من أنبل الأسر ليؤنسنه بثمن باهظ. وبمثل هذا الذوق، ولكن بثمن أقل، جلب فوكيه الشعراء أمثال كورنـِيْ، وموليير، ولافونتين، ليجمل بهم صالونه.
ويقال أن لويس نظر بعين الحسد إلى هذه الأبهة وخامرته الظنون في مصدرها. فطلب إلى كولبير أن يفحص أساليب ناظر المالية وحساباته، وأنهى كولبير إلى الملك أن الأساليب والحسابات فاسدة إلى حد لا يصدق. وفي 17 أغسطس 1661 دعا فوكيه الملك الشاب إلى مهرجان أقامته في فو. وقدم الطعام لضيوفه الستة الآلاف طبق من الفضة أو الذهب. ومثل موليير في حدائق القصر، وقد كلفت السهرة فوكيه حريته. ذلك أن لويس أحس أن الرجل «يسرق فوق ما يسمح له به مركزه» وخيل إلى لويس أن إحدى اللوحات التي رسمها لبرون تشمل صورة للآنسة دلافاليير، وكانت إذ ذاك محظية للملك. وكاد يأمر باعتقال فوكيه للتو والساعة، لولا أن أقنعته أمه بأن في ذلك إفساد لسهرة رائعة.

### الإعتقال
وتربص الملك بالوزير حتى تكاثرت الأدلة على اختلاساته. وفي 5 سبتمبر أمر قائد مشاته حملة البنادق بالقبض عليه، وأصبحت المحاكمة التي اتصلت ثلاث سنين أشهر القضايا في ذلك العصر. وكافحت السيدة دسڤينيه، ولافونتين، وغيرهما من أصدقاء فوكيه، وتوسلوا إلى الملك ليبرئ ساحته، غير أن الأوراق التي عثر عليها في قصره الريفي أدانته. فحكمت عليه المحكمة بالنفي ومصادرة أملاكه، وعدل الملك الحكم إلى السجن مدى الحياة. وظل الوزير الذي كان من قبل رجلاً مرحاً، ستة عشر عاماً، يذوي في سجنه بقلعة پنيرول پيدمونت، ولا يسري عنه إلا صحبة زوجه الوفية. لقد كان حكماً قاسياً، ولكنه قلم أظافر الفساد السياسي، وأنذر الناس بأن الاستيلاء على الأموال العامة للمتعة الخاصة امتياز لا يختص به غير الملك.

## روابط خارجية
- نيكولا فوكيه على موقع الموسوعة البريطانية (الإنجليزية)